# Hołd (album)
Hołd – pierwszy album studyjny polskiego rapera Pona. Wydawnictwo ukazało się 15 marca 2002 roku nakładem wytwórni muzycznej Prosto w dystrybucji Warner Music. Nagrania wyprodukowali: Włodi, Waco, Majki, Sqra, Korzeń oraz Pelson. Z kolei wśród gości znaleźli się m.in. Sokół, Wilku, Fu, Mor W.A., Zipera, Jędker, Fundacja 1, oraz Koras.
Nagrania dotarły do 12. miejsca listy OLiS. Singel Temat zakazany zadebiutował na 2. miejscu listy OLiS oraz sprzedany został w 1000 egzemplarzach przy cenie 9 zł za egzemplarz.

## Lista utworów
Opracowano na podstawie materiału źródłowego.
1. „Intro” (produkcja: Włodi) – 1:27
2. „Hołd” (gościnnie: Sokół, produkcja: Waco) – 3:18
3. „Fundament” (gościnnie: DAF, Wilku, produkcja: Majki) – 5:41
4. „Bez odwrotu (Waco Remix)” (produkcja: Waco) – 2:40
5. „Spróbuj” (produkcja: Włodi) – 2:22
6. „Intryga” (gościnnie: Fu, Mor W.A., produkcja: Sqra) – 4:50
7. „Skit studio 11:43” (produkcja: Majki) – 4:02
8. „Bałagan na strychu” (gościnnie: Zipera, Jędker, Fundacja 1, Kosi, produkcja: Waco) – 5:19
9. „Tabu – temat zakazany” (gościnnie: Fu, Jędker, produkcja: Korzeń) – 4:14
10. „Spokój ducha” (gościnnie: GRZ, produkcja: Pelson) – 4:21
11. „Klasyka HC” (gościnnie: Fu, produkcja: Sqra) – 3:30
12. „Wszystko bez sensu” (gościnnie: Wilku, produkcja: Waco) – 3:48
13. „Osaczony – z życia wzięte” (gościnnie: Włodi, produkcja: Włodi) – 4:50
14. „Nieśmiertelna nawijka ZIP Składowa” (gościnnie: Koras, produkcja: Waco) – 3:59

Single
| Temat zakazany |
| --- |
| 1. „Temat zakazany” (Korzeń Remix) 2. „Spróbuj” (produkcja: Włodi) 3. „Osaczony – z życia wzięte” (produkcja: Włodi) 4. „Spróbuj” (Vienio Remix) 5. „Tabu” (Waco Remix) 6. „Spróbuj” (Kuba Remix) 7. „Outro” (produkcja: Waco) |

| To co po mnie zostanie |
| --- |
| 1. „Źle się dzieje” – 4:10 2. „Nieśmiertelna nawijka” (Majki Remix) – 3:20 3. „Fundament” (Włodi Remix) – 4:14 4. „Nieśmiertelna nawijka” (Decks Remix) – 3:23 5. „Nieśmiertelna nawijka” (Korzeń Remix) – 3:57 6. „Nieśmiertelna nawijka Zip Składowa” – 3:59 |